# Bunodaster
Bunodaster is een geslacht van kamsterren uit de familie Astropectinidae.

## Soort
- Bunodaster ritteri Verrill, 1909